# Tallaperla elisa
Tallaperla elisa är en bäcksländeart som beskrevs av Bill P.Stark 1983. Tallaperla elisa ingår i släktet Tallaperla och familjen Peltoperlidae. Inga underarter finns listade i Catalogue of Life.